# Wehr (Adelsgeschlecht)
Die Herren von Wehr waren ein im 11. und 12. Jahrhundert im südlichen Schwarzwald begütertes Adelsgeschlecht, das sich nach Wehr und der dortigen Burg nannte.
1092 wird erstmals ein Adelgoz von Wehr (Adelgoz de Werra) urkundlich erwähnt, als dieser eine Schenkung an das Kloster Allerheiligen in Schaffhausen bezeugte. Er benannte sich nach der Burg Wehr. Keramikfunde dort belegen eine Nutzung bereits im 11. oder 12. Jahrhundert.
In einer 1168 ausgestellten Urkunde, die mehrere vergangene Schenkungen an das Kloster St. Blasien zusammenfasst, wird Adelgoz als Teil einer Erbengemeinschaft erwähnt, die das Gebiet um Schönau im Schwarzwald besaß und zu der auch die Herren von Eichstetten, Grenchen und Waldeck gehörten.  Adelgoz besaß dort ursprünglich ein Viertel, scheint aber die Hälfte davon vor 1113 an die Herren von Eichstetten verkauft zu haben. Die Verwandtschaft mit den Eichstettern und Waldeckern weist darauf hin, dass Adelgoz zum Verwandtschaftsgeflecht der „Hesso-Dietrich-Sippe“ gehörte, zu dem auch die Herren von Üsenberg und von Rötteln gerechnet werden, und die oft im Umfeld des Basler Bischofs auftaucht. Dies ist auch bei Adelgoz der Fall: Er bevogtete im Auftrag des Hochstifts Basel das Kloster St. Blasien und ist in dieser Funktion seit 1099 belegt. Bei einer Schenkung Bischofs Rudolf an St. Blasien trat er außerdem 1113 als Treuhänder auf, gemeinsam mit Dietrich von Rötteln. Ein Jahr später war er gemeinsam mit Hesso von Üsenberg Zeuge bei einem Rechtsstreit zwischen St. Blasien und der Kirche von Tegernau um Zehnteinkünfte in Schönau. In den Jahren danach scheinen sich die Beziehungen zwischen Bistum und Kloster verschlechtert zu haben. 1120 wird von einem Streit zwischen beiden Institutionen berichtet, und 1122 gewährte Kaiser Heinrich V. dem Kloster die freie Vogtswahl. 1124 warf das Kloster Adelgoz von Wehr missbräuchliche Amtsführung vor und strebte seine Absetzung an, wogegen sich das Bistum Basel verwehrte. Auf dem Reichtshoftag in Straßburg entschied Heinrich am 8. Januar 1125 jedoch zugunsten des Klosters: Adelgoz wurde abgesetzt und durch Konrad von Zähringen ersetzt. Die Vogtei über das Kloster blieb bei den Zähringern bis zu ihrem Aussterben 1218. Endgültig entschieden wurde der Streit jedoch erst 1141, als das Hochstift vor König Konrad III. auf die Einsetzung des sanblasischen Vogtes verzichtete und im Gegenzug vier Höfe des Klosters zugesprochen erhielt. Adelgoz wird noch in einer weiteren Urkunde als Zeuge eines Gütertausches zwischen dem Kloster St. Peter und Konrad von Zähringen erwähnt. Dieser Gütertausch lässt sich aber nur auf zwischen dem 3. Dezember 1122 und dem 1. Juni 1132 datieren. Sein Todeszeitpunkt ist nicht bekannt.
In derselben Urkunde von 1168, die Adelgoz als Mitglied der Schönauer Erbengemeinschaft verbrieft, wird auch eine 1156 erfolgte Schenkung durch Heinrich von Wehr und Wildenstein erwähnt. Dieser Heinrich wird als Adelgoz' Erbe angesehen. Neben Wehr benannte er sich auch nach der Burg Wildenstein. Die Schenkung 1156 ist seine einzige urkundliche Erwähnung. Im 13. Jahrhundert erscheint Walther von Klingen mit Besitz in Wehr selbst (darunter Kirchsatz und Burg) und auch im Wehratal und bei Todtmoos, in Nachbarschaft zu Adelgoz' Besitz bei Schönau. Die Besitzkonstellation und die Tatsache, dass es sich um Eigenbesitz Walthers handelte, deuten darauf hin, dass Walther von Klingen ein Erbe der Herren von Wehr war. Der Erbgang war aber wahrscheinlich nicht direkt, sondern über die Tegerfelder, aus deren Reihen Walthers Mutter Ita stammte.